# Шаторско језеро
Шаторско језеро је језеро на планини Шатор у западној Федерацији Босне и Херцеговине, БиХ. Налази се на висини од 1488 m нмв. Дугачко је 280 m, широко 150 m, а дубоко око 8 m. Језеро је једно од најљепших планинских језера у Босни и Херцеговини. Залеђено је од децембра до априла. На дну језера су биљке потамогетон, и због њих се језеро провиди и до 4 метра, скроз до дна осим у најдубљим дијеловима.
Из њега извире Млински поток од којег кад се споји са Шаторским потоком настаје река Унац. 

## Галерија
- Језеро зими
- Поглед на језеро са врхова изнад